# Norra sjukvårdsregionen
Norra sjukvårdsregionen är en sjukvårdsregion som omfattar Norrbottens, Västerbottens, Jämtlands och Västernorrlands län. Befolkningen inom regionen uppgår till 903 429 (2025-03-31) invånare. Regionsjukhus är Norrlands universitetssjukhus i Umeå.

## Medlemmar
Norra sjukvårdsregionen leds av ett kommunalförbund bestående av följande regioner:

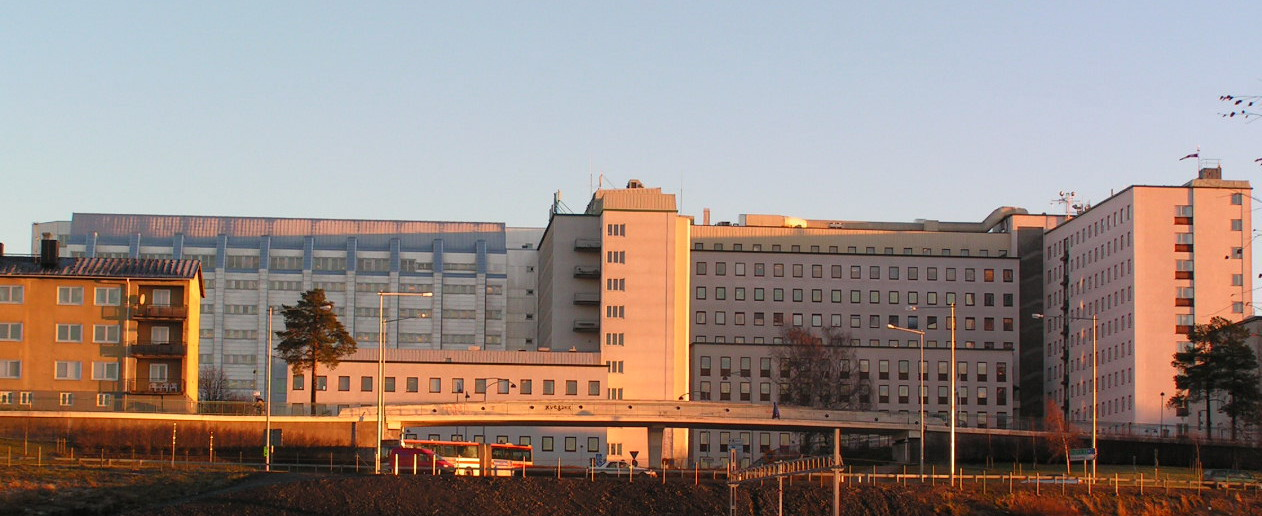
Norrlands universitetssjukhus i Umeå.

- Region Norrbotten
- Region Västerbotten
- Region Jämtland Härjedalen
- Region Västernorrland